# Лижне двоборство на зимових Олімпійських іграх 2018
Змагання з лижного двоборства на зимових Олімпійських іграх 2018 в Пхьончхані проходили з 14 по 22 лютого в парку для стрибків з трампліна та центрі лижних перегонів та біатлону «Альпензія», розташованих в курорті Альпензія, поблизу селища Деквалмьйон. Це єдиний вид спорту на зимових Олімпійських іграх, в якому не розігруються медалі серед жінок.
В рамках змагань було розіграно 3 комплекти нагород.

## Кваліфікація
За підсумками кваліфікаційних змагань олімпійські ліцензії отримали 55 спортсменів, при цьому максимальна квота для одного олімпійського комітету складає 4 спортсмени.

## Розклад
Увесь час (UTC+9).
| День    | Дата      | Старт | Змагання                   |
| ------- | --------- | ----- | -------------------------- |
| День 7  | 14 лютого | 15:00 | Нормальний трамплін        |
| День 7  | 14 лютого | 17:45 | Перегони на 10 км          |
| День 12 | 20 лютого | 19:00 | Великий трамплін           |
| День 12 | 20 лютого | 21:45 | Перегони на 10 км          |
| День 14 | 22 лютого | 16:30 | Командний великий трамплін |
| День 14 | 22 лютого | 19:20 | Естафета 4×5 км            |

## Чемпіони та медалісти

### Таблиця медалей
| Місце  | Країна          | Золото | Срібло | Бронза | Загалом |
| ------ | --------------- | ------ | ------ | ------ | ------- |
| 1      | Німеччина (GER) | 3      | 1      | 1      | 5       |
| 2      | Японія (JPN)    | 0      | 1      | 0      | 1       |
| 2      | Норвегія (NOR)  | 0      | 1      | 0      | 1       |
| 4      | Австрія (AUT)   | 0      | 0      | 2      | 2       |
| Усього | Усього          | 3      | 3      | 3      | 9       |

### Дисципліни
| Дисципліна                          | Золото                                                                    | Золото  | Срібло                                                              | Срібло  | Бронза                                                                     | Бронза  |
| ----------------------------------- | ------------------------------------------------------------------------- | ------- | ------------------------------------------------------------------- | ------- | -------------------------------------------------------------------------- | ------- |
| Особисті, великий трамплін/10 км    | Йоганнес Рідцек · Німеччина                                               | 23:52.5 | Фабіан Рісле · Німеччина                                            | 23:52.9 | Ерік Френцель · Німеччина                                                  | 23:53.3 |
| Особисті, нормальний трамплін/10 км | Ерік Френцель · Німеччина                                                 | 24:51.4 | Ватабе Акіто · Японія                                               | 24:56.2 | Лукас Клапфер · Австрія                                                    | 25:09.5 |
| Командні, великий трамплін/4 x 5 км | Німеччина (GER) Фінценц Гайгер Фабіан Рісле Ерік Френцель Йоганнес Рідцек | 46:09.8 | Норвегія (NOR) Ян Шмід Еспен Андерсен Ярл Магнус Рібер Єрген Гробак | 47:02.5 | Австрія (AUT) Вільгельм Деніфль Лукас Клапфер Бернгард Грубер Маріо Зайдль | 47:17.6 |

## Виноски
1. ↑  Individual normal hill/10 km results (PDF). Архів оригіналу (PDF) за 12 вересня 2019. Процитовано 15 лютого 2018.
2. ↑  Team large hill/4 × 5 km results